# Bitwa pod Bushy Run
Bitwa pod Bushy Run – starcie zbrojne, które miało miejsce podczas powstania Pontiaka. Bitwa rozegrała się pomiędzy wojskami brytyjskimi dowodzonymi przez Henry Bouqueta a pomieszanymi siłami wojowników indiańskich z plemion Delaware, Szaunisów oraz Huronów.
W lipcu 1763 roku, kolumna 500 żołnierzy brytyjskich w których w skład wchodziły oddziały 42 oraz 77 regimentu piechoty górskiej a także wojska 60 regimentu królewskich strzelców, została wysłana do misji w celu przerwania oblężenia fortu Pitt. 5 sierpnia, Brytyjczycy natknęli się na duże zgrupowanie Indian w okolicach miasta Harrison City w Pensylwanii. Wojska brytyjskie zdołały utrzymać teren aż do zachodu słońca kiedy wojska indiańskie przeprowadziły odwrót. W tym samym czasie dowódca sił brytyjskich rozkazał zbudowanie na wzgórzu Edge Hill, reduty w której umiejscowił rannych oraz żywy inwentarz.

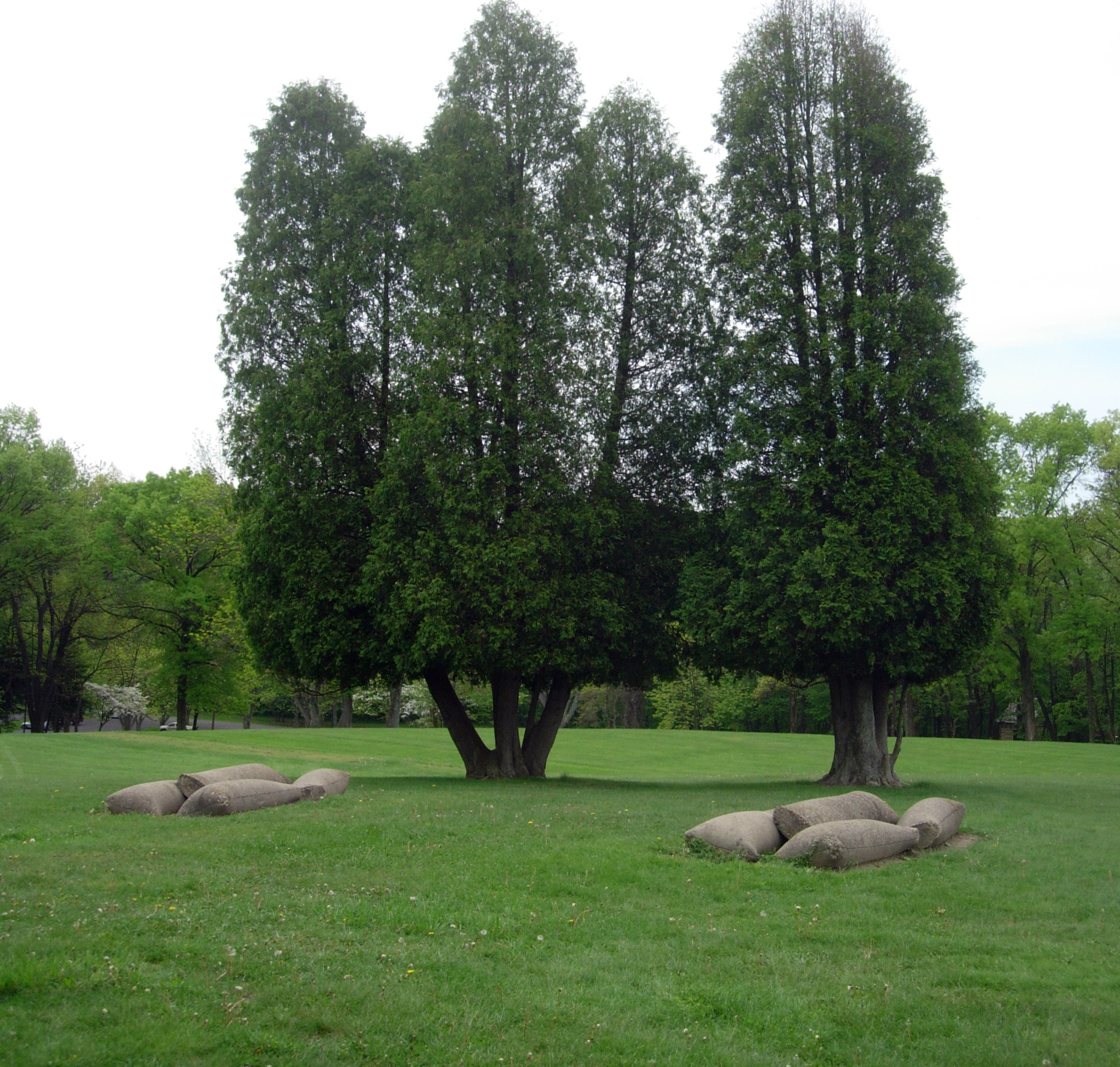

Następnego dnia Indianie ponownie zaatakowali Brytyjczyków natykając się na pułapkę założoną przez wartowników. W tym czasie reszta sił brytyjskich, oflankowała Indian którzy rozpoczęli odwrót. Kolumna pod dowództwem Bouqueta, rozproszyła wojska indiańskie a następnie dotarła do Bushy Run, ponad jedną milę od wzgórza Edge Hill. Brytyjczycy pokonując Indian pod Bushy Run rozpoczęli następnie marsz w celu przerwania oblężenia fortu Pitt.
W bitwie zginęło 50 Brytyjczyków a 60 zostało rannych. Straty Indian nie są znane ale przypuszcza się, że zginęło co najmniej 60 wojowników ze wszystkich plemion.